# Cheptainville
Cheptainville är en kommun i departementet Essonne i regionen Île-de-France i norra Frankrike. Kommunen ligger i kantonen Arpajon som tillhör arrondissementet Palaiseau. År 2022 hade Cheptainville 2 212 invånare.

## Befolkningsutveckling
Antalet invånare i kommunen Cheptainville
| Referens: INSEE |